# Калдус
Калдус (пол. Kałdus, нім. Kaldus) — село в Польщі, у гміні Хелмно Хелмінського повіту Куявсько-Поморського воєводства.
Населення — 255 осіб (2011).

## Демографія
Демографічна структура станом на 31 березня 2011 року:
|          | Загалом | Допрацездатний вік | Працездатний вік | Постпрацездатний вік |
| -------- | ------- | ------------------ | ---------------- | -------------------- |
| Чоловіки | 138     | 35                 | 90               | 13                   |
| Жінки    | 117     | 22                 | 74               | 21                   |
| Разом    | 255     | 57                 | 164              | 34                   |